# Sainte-Sophie (Québec)
Pour les articles homonymes, voir Sainte-Sophie.
Sainte-Sophie est une municipalité canadienne du Québec située dans la MRC de La Rivière-du-Nord, dans la région des Laurentides Elle se trouve à environ 65 km de route au nord-ouest de Montréal en zone rurale.

## Géographie
Située au pied des montagnes des Laurentides, Sainte-Sophie est traversée par trois cours d'eau notables : la rivière de l'Achigan, la rivière Jourdain et la rivière Abercromby. En 2016, 44 % de son territoire était agricole. 

## Histoire

### Origines
En 1753, le gouverneur de la Nouvelle-France, Michel-Ange Duquesne de Menneville, concède à Louis de Chapt de La Corne un territoire de deux lieues par deux lieues comme augmentation vers le nord de sa seigneurie de Terrebonne. Ce territoire comprenait ce qu'on connaît aujourd'hui comme étant la municipalité de Sainte-Sophie. En 1848, la seigneuresse Sophie Masson, dans son testament, céda des terrains aux familles qui habitaient dans les environs à la condition que l'église catholique qui devait être construite soit nommée Sainte-Sophie en l'honneur de sa sainte patronne : Sophie de Rome. L'église actuelle est inaugurée en 1867. Voilà les deux raisons pour lesquelles on retrouve à différents moments dans l'appellation de la municipalité les noms de « Lacorne » et de « Sophie ».

### Création de la municipalité
En vertu des dispositions de la loi Victoria, chapitre 100, la municipalité fut érigée de plein droit le 1er juillet 1855 et devait porter le nom officiel de l'ancienne paroisse érigée sur le territoire, soit Municipalité de la paroisse de Sainte-Sophie-de-Lacorne. Dans les années qui suivirent, différentes appellations furent utilisées pour désigner cette même municipalité, soit Municipalité de Lacorne et Paroisse de Sainte-Sophie.
En 1863, une petite partie du territoire municipal se détache pour former le village de New Glasgow.

### Histoire contemporaine
En 1957, le conseil municipal adoptait une résolution demandant au lieutenant-gouverneur de changer officiellement le nom de Municipalité de la paroisse de Lacorne pour celui de Municipalité de Sainte-Sophie.
En 2000, Sainte-Sophie et New Glasgow fusionnent pour former la nouvelle municipalité de Sainte-Sophie.

### Héraldique
| Solidarité par travail |
| ---------------------- |

| L'écu de Sainte-Sophie se blasonne ainsi : D’azur à une croix d’or, chargée d’une étoile à cinq rais de gueules ; cantonnée au premier d’un arbre d’or ; au second et troisième d’une fleur de lys d’or, au quatrième d’une herse de même. |

## Démographie
| 1991  | 1996  | 2001  | 2006   | 2011   | 2016   | 2021   |
| ----- | ----- | ----- | ------ | ------ | ------ | ------ |
| 7 377 | 8 534 | 8 966 | 10 355 | 13 375 | 15 690 | 18 080 |

## Administration
Les élections municipales se font en bloc pour le maire et les six conseillers.
| Sainte-Sophie Maires depuis 2001                                                                                     |                |         |          |
| Élection | Maire          | Qualité | Résultat |
| 2001 | Yvon Brière    |         | Voir     |
| 2005 | Yvon Brière    | Voir    |          |
| 2009 | Yvon Brière    | Voir    |          |
| 2013 | Louise Gallant |         | Voir     |
| 2017 | Louise Gallant | Voir    |          |
| 2021 | Guy Lamothe    |         | Voir     |
| Élection partielle en italique Depuis 2005, les élections sont simultanées dans toutes les municipalités québécoises |                |         |          |

## Représentation politique
Au niveau provincial, Sainte-Sophie fait partie de la circonscription de Prévost. Son député à l'Assemblée nationale est Marguerite Blais de la Coalition avenir Québec.
Sur la scène fédérale, la municipalité fait partie de la circonscription de Rivière-du-Nord. Son député à la Chambre des communes est Rhéal Fortin du Bloc québécois. De plus, Sainte-Sophie est à cheval sur les divisions sénatoriales de Mille-Isles et de Repentigny. La première est représentée au Sénat par Claude Carignan du Parti conservateur du Canada et la deuxième, par Patrick Brazeau, non affilié.

## Attraits
Dans la municipalité, on retrouve des clubs de golf, des sentiers pédestres et aussi des sentiers de VTT. La ville possède aussi un supermarché, quelques restaurants et quelques stations-services. Sur le plan religieux, on compte une église catholique datant de 1867, une église protestante de 1879 ainsi qu'une synagogue de 1900,.

## Mentions
Un super-vilain de la série de DC comics Arrow, Simon Lacroix alias Komodo, est originaire de Sainte-Sophie. Le personnage a été créé par le bédéiste canadien Jeff Lemire dans le numéro 17 de la série New 52 de Green Arrow. Il apparaît dans la série télévisée du même nom dans l'épisode 2 de la saison 3.

## Éducation
Le Centre de services scolaire de la Rivière-du-Nord administre les écoles francophones de Sainte-Sophie. Les trois écoles primaires sur son territoire sont celles du Grand-Héron, Jean-Moreau et du Joli-Bois.
La Commission scolaire Sir-Wilfrid-Laurier administre, quant à elle, les écoles anglophones desservant la municipalité :
- École primaire Laurentia à Saint-Jérôme[20]
- École secondaire Laurentian Regional (en) à Lachute[21]